# Estação Fruängen
A Estação Fruängen é uma das estações do Metropolitano de Estocolmo, situada no condado sueco de Estocolmo, seguida da Estação Västertorp. É uma das estações terminais da Linha Vermelha.
Foi inaugurada em 5 de abril de 1964. Atende a localidade de Fruängen, situada na comuna de Estocolmo.
Situa-se a cerca de 8,1 km da estação de Slussen, tendo sido inaugurada em 1964 com a presença do rei Gustavo VI Adolfo da Suécia, em simultâneo com a inauguração da linha então chamada t-bana 2, que mais tarde viria a ser designada por linha vermelha. É constituída por uma plataforma exterior, com entrada a partir do centro de Fruängen, de Fruängsgången e também da praça Fruängstorget. Situa-se a 46,8 metros acima das águas do mar, sendo a estação mais alta de toda a rede do metropolitano local. No Verão de 2006, a linha entre Fruängen e Liljeholmen foi renovada.

| Oeste ou norte                                      |  |                      |  | Leste ou Sul |
| --------------------------------------------------- |  | -------------------- |  | ------------ |
| Västertorp sentido Mörby centrum metro station (en) |  | Line 14 (en) término |  |              |
| editar no Wikidata                                  |  |                      |  |              |